# Kurt Brugger
Kurt Brugger (Brunico, 17 de marzo de 1969) es un deportista italiano que compitió en luge en la modalidad doble.
Participó en cuatro Juegos Olímpicos de Invierno, obteniendo una medalla de oro en Lillehammer 1994, en la prueba doble (junto con Wilfried Huber), el séptimo lugar en Calgary 1988, el quinto en Albertville 1992 y el quinto en Nagano 1998.
Ganó cuatro medallas en el Campeonato Mundial de Luge entre los años 1990 y 1995, y cuatro medallas en el Campeonato Europeo de Luge entre los años 1992 y 1998.

## Palmarés internacional
| Juegos Olímpicos   | Juegos Olímpicos      | Juegos Olímpicos  | Juegos Olímpicos |
| Año                | Lugar                 | Medalla           | Prueba           |
| ------------------ | --------------------- | ----------------- | ---------------- |
| 1994               | Lillehammer (Noruega) | Medalla de oro    | Doble            |
| Campeonato Mundial |                       |                   |                  |
| Año                | Lugar                 | Medalla           | Prueba           |
| 1990               | Calgary (Canadá)      | Medalla de plata  | Doble            |
| 1993               | Calgary (Canadá)      | Medalla de bronce | Doble            |
| 1995               | Lillehammer (Noruega) | Medalla de plata  | Equipo           |
| 1995               | Lillehammer (Noruega) | Medalla de bronce | Doble            |
| Campeonato Europeo |                       |                   |                  |
| Año                | Lugar                 | Medalla           | Prueba           |
| 1992               | Winterberg (Alemania) | Medalla de plata  | Doble            |
| 1994               | Königssee (Alemania)  | Medalla de oro    | Equipo           |
| 1994               | Königssee (Alemania)  | Medalla de plata  | Doble            |
| 1998               | Oberhof (Alemania)    | Medalla de plata  | Equipo           |